# Skimmel

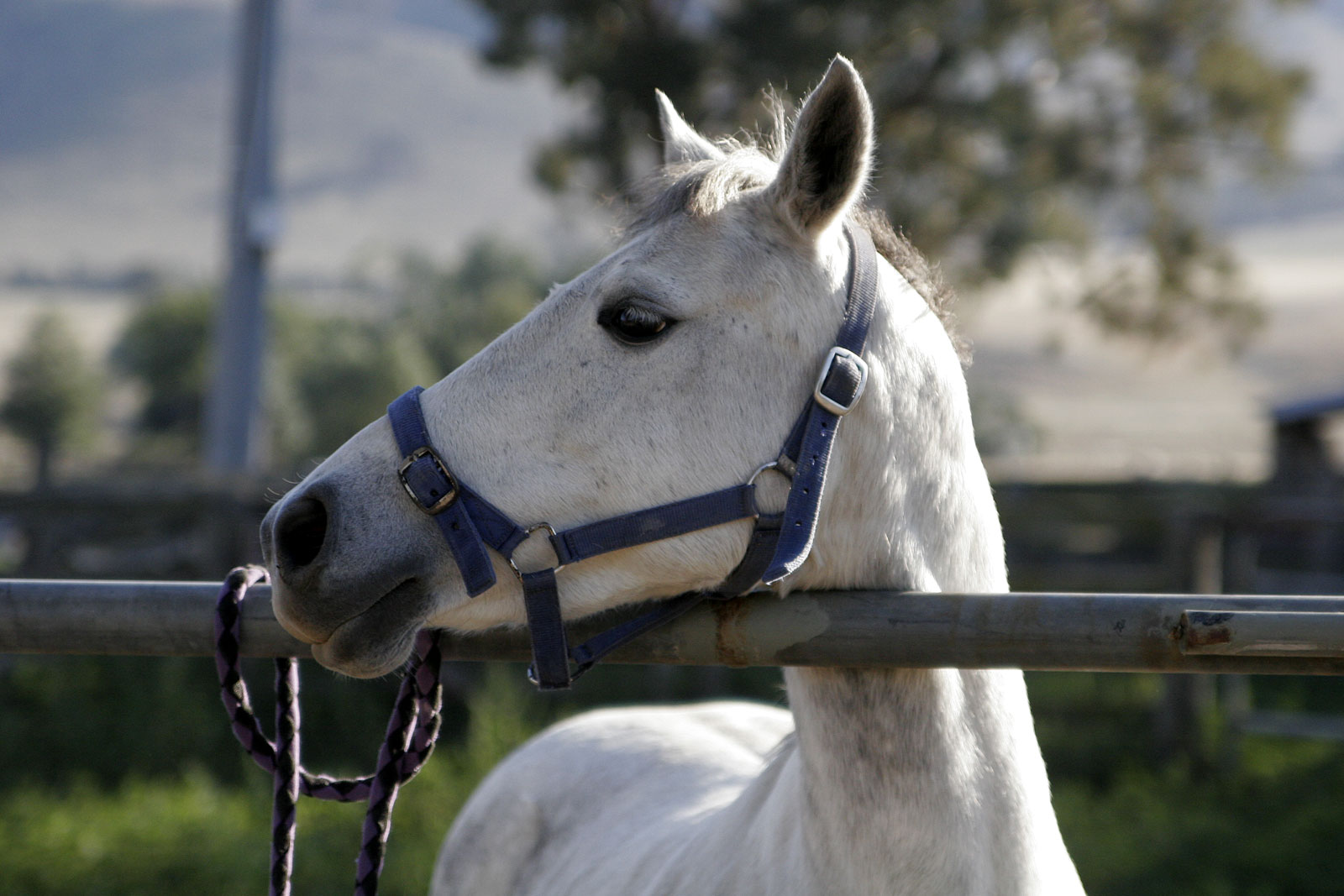
Skimmel.

Skimmel benämns en häst som har övervägande vita eller grå skyddshår (päls) och mörkt skinn, ögon och hovar (med undantag för vita tecken). En variant går ibland under benämningen avblekbar skimmel, blå- eller gråskimmel för att skilja den från en konstantskimmel. Skimmelanlaget fördunklar ofta basfärgen (den färg hästen hade vid födseln) hos hästen, så det går ofta inte att se vilken hästens basfärg var när den hade blivit äldre.

## Avblekbar skimmel
Fölet föds med en vanlig färg ex. svart, brun, fux, isabell. Med åren bleknar färgen bort med början på huvudet (runt ögonen) och ersätts med vita täckhår. Man och svans bleknar också och blir vita. Hos avblekbara skimlar som har vita tecken på huvud och ben syns tecknen inte när hästen bleks av utom i skinnet, som under tecknen är opigmenterat.
Ett vanligt exempel är Lipizzanerhästen som ofta föds mörkt brun eller svart men så småningom blir helt vit. En avblekbar skimmel blir efter ett tag helt vit. Runt 10–12 års ålder brukar de flesta avblekbara skimlar ha blivit nästan helt vita, men detta varierar kraftigt hos olika hästar.

## Apelkastad skimmel
Apelkastad (alternativt apelgrå) kallas en skimmel som har äppelstora ljusa fläckar (kan också uppfattas som mörka ringar) i hårremmen. Apelkastning är mycket vanlig hos skimlar och kan också finnas på andra färger. De flesta skimmelfärgade hästar är någon gång i livet apelkastade.

## Flugskimmel
Flugskimmel kallas en häst med små bruna eller svarta stänk i vit hårrem. Stänken utvecklas med tiden allteftersom hästen blir vitare.
"Blodig skuldra" (även "blodmärken") syns vanligast på arabiska fullblod och innebär att hästen har en stor koncentration av "flugskimmelprickar" på ett litet område. Trots namnet så kan blodig skuldra finnas varsomhelst på hästens kropp. Blodmärken är vanligast på engelska och arabiska fullblod.

### Fölfärger
Föl som kommer att bli skimlar senare i livet föds ofta med en klarare färg än föl av andra färger. Till exempel föds bruna föl med ljusa ben och en blekare version av den färg de kommer att ha som vuxna. Skimmelföl med brunt som basfärg föds ofta med en "vuxen" variant av brunt. Föl kan också födas med varierande "skimmelfaktor", ibland har de till exempel vita ringar runt ögonen eller annat vitt, oftast på huvud och ben. Det finns till och med fall då fölet fötts som helt utblekt skimmel, och även hästar som inte börjat blekas förrän mycket sent i livet.

## Konstantskimmel

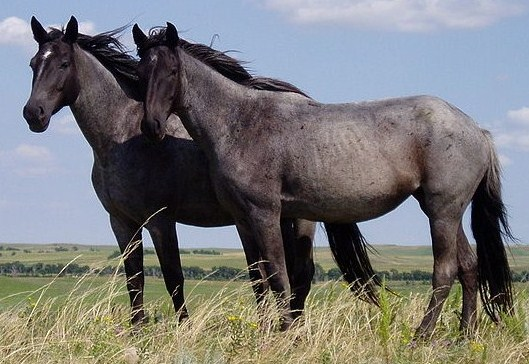
Två hästar.

Konstantskimmel är en beteckning på färgen stickelhårig. Namnet kommer av likheten mellan de båda färgernas fenotyper (vita hår instuckna med färgade). Färgerna har annars ingenting med varandra att göra, en häst kan till exempel vara både stickelhårig och skimmel, då föds den stickelhårig och de färgade håren blir sedan gradvis vita de också.
Skimmel och stickelhåriga hästar kan lätt skiljas åt genom enkla jämförelser. Stickelhåriga hästar har mest vita hår på korset med mörkt eller helfärgat huvud och ben, till skillnad från skimlar som börjar skimla av runt huvudet och sedan resten av kroppen för att till slut bli helt eller nästan helt vita.

## Genetik
Skimmel (G) är ett dominant anlag; hästen måste ha minst en skimmelförälder för att bli skimmel.

## Bilder

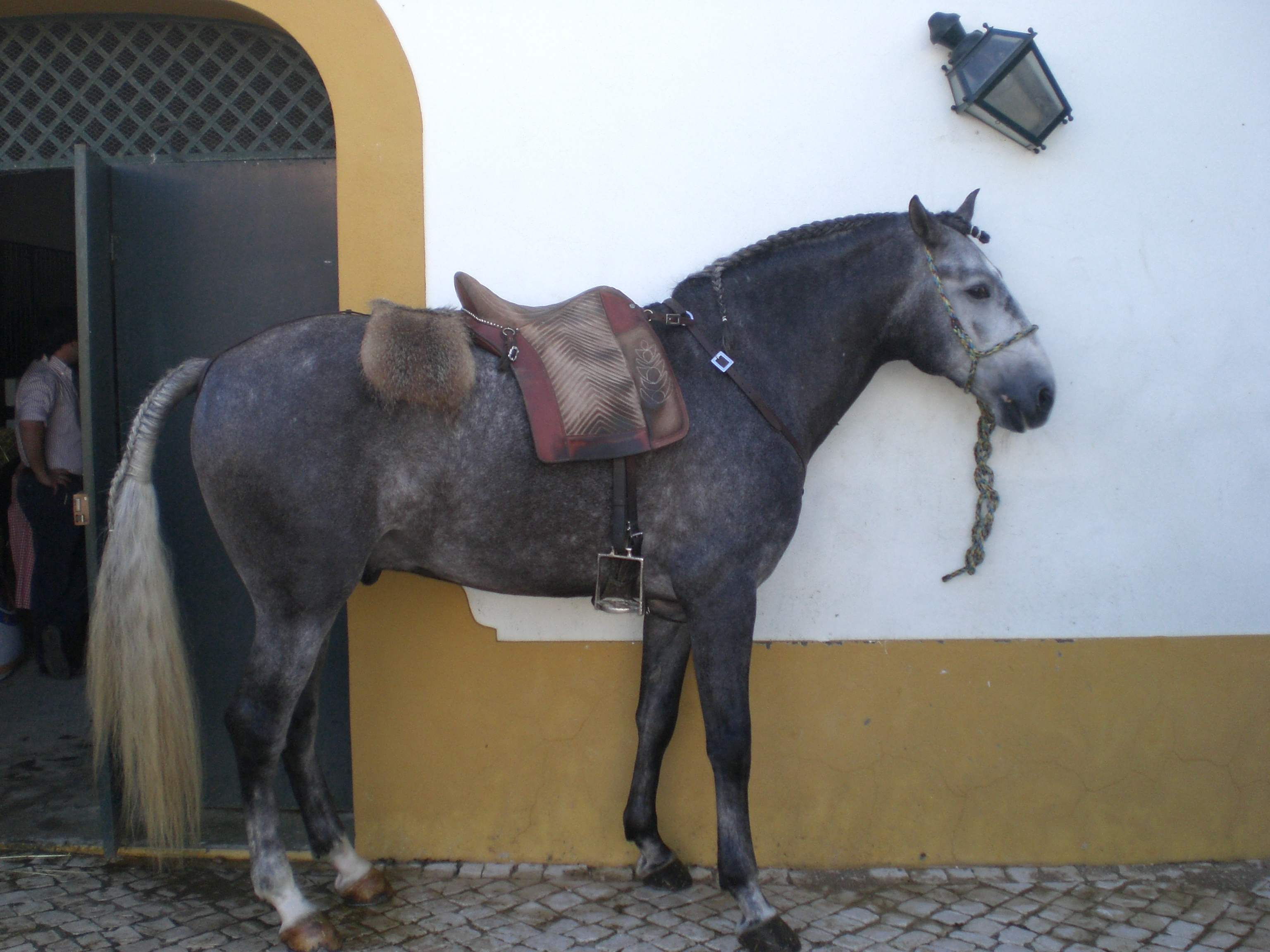
Ung avblekbar skimmel.
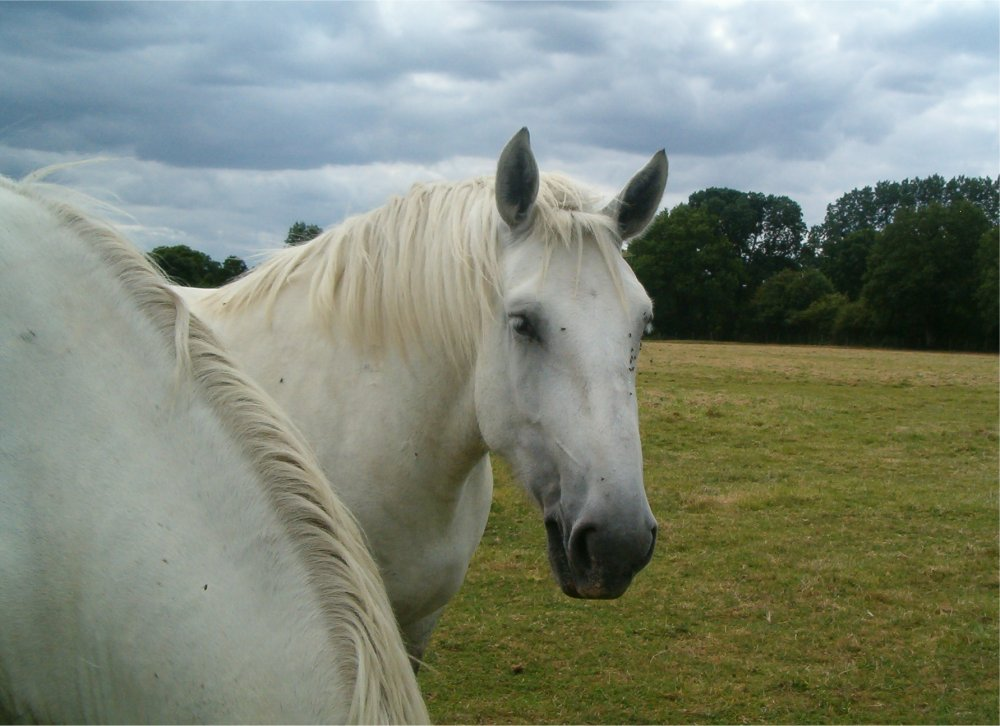
Äldre avblekbar skimmel.
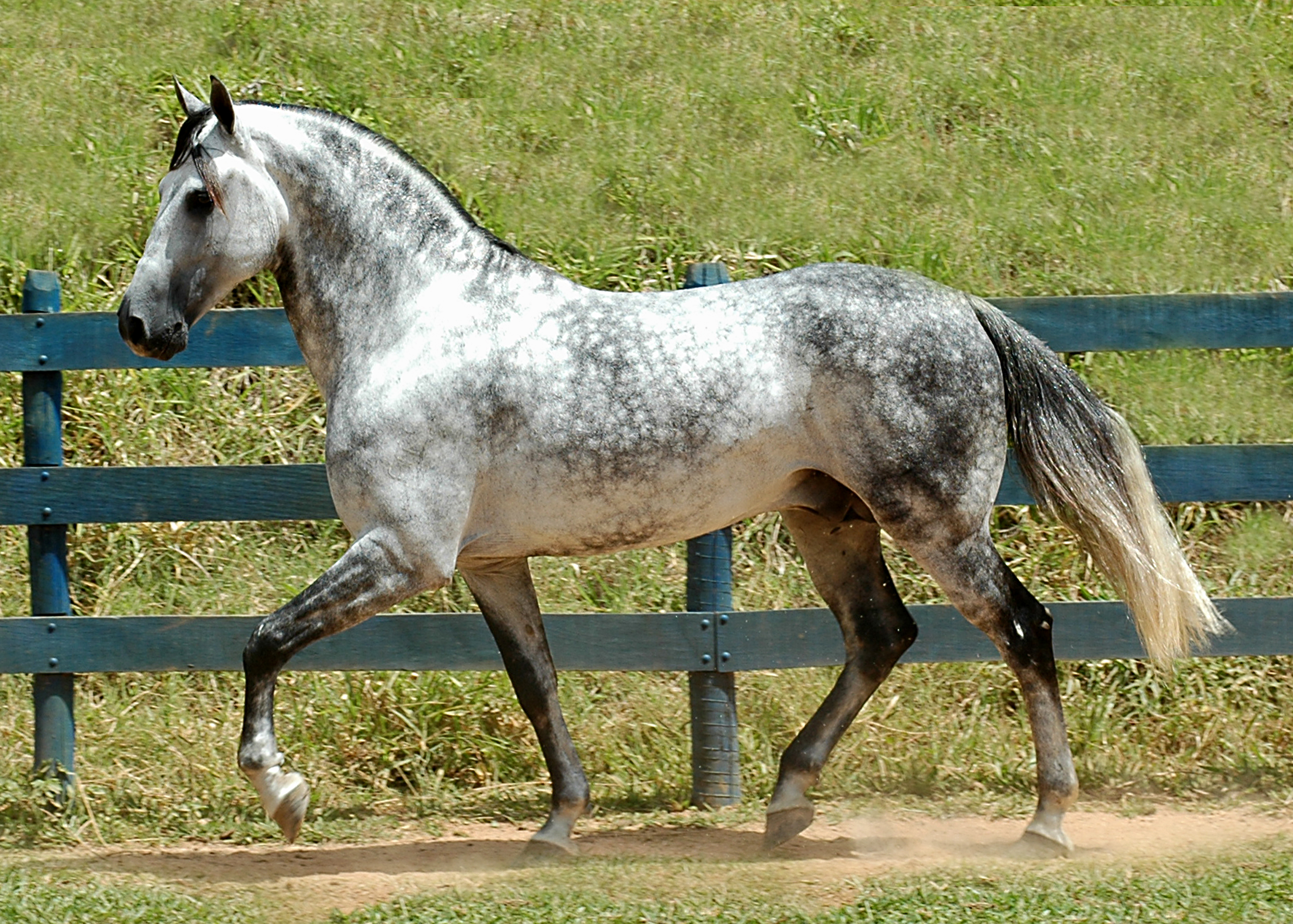
Apelkastad skimmel.
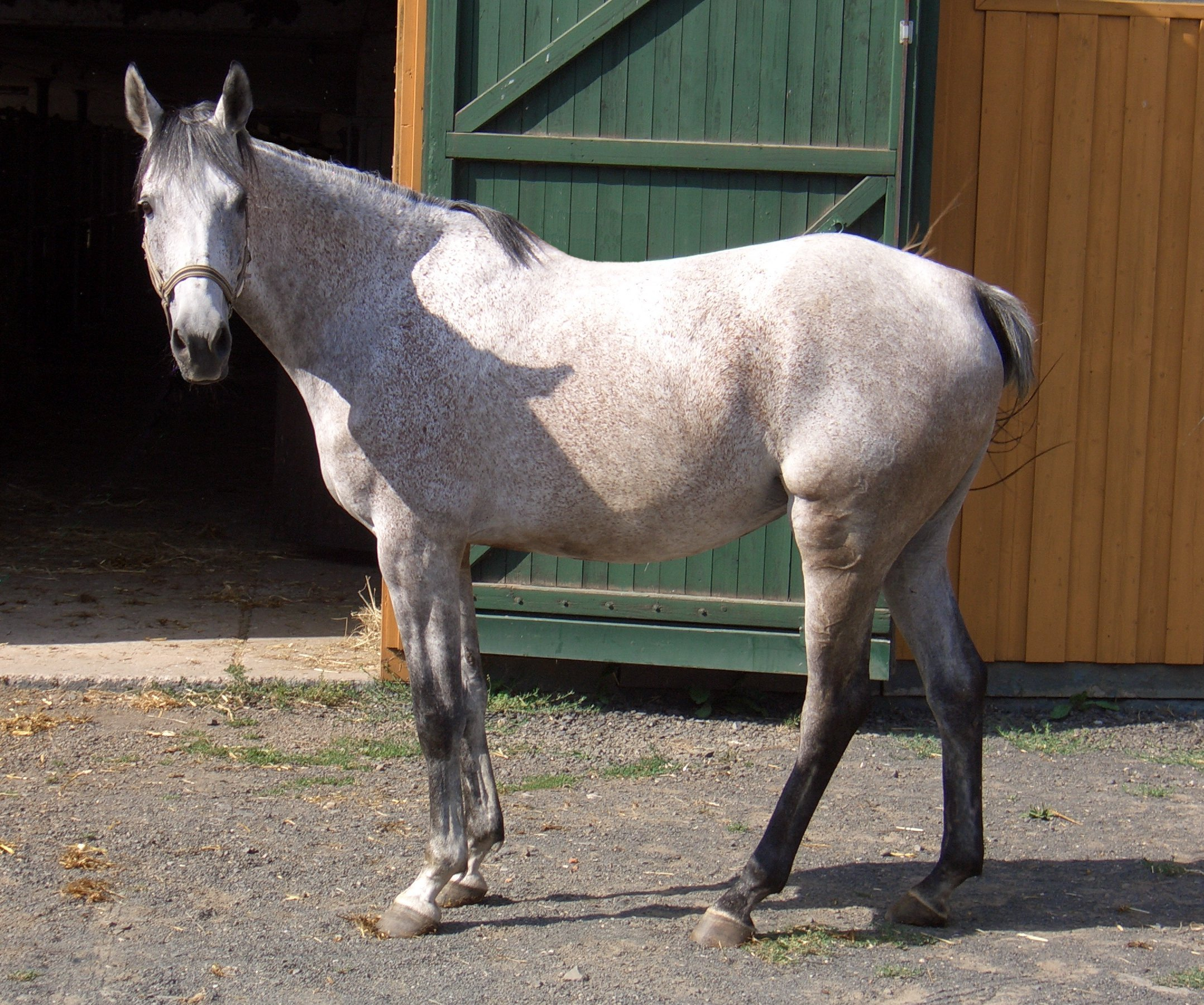
Flugskimmel.
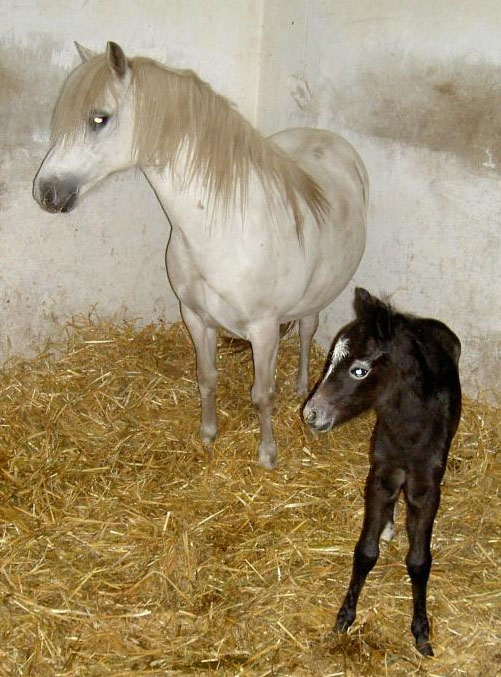
Skimmelsto med föl.

## Källhänvisningar
1. 1 2  "skimmel". NE.se. Läst 23 juli 2014.
2. ↑  "apelgrå". NE.se. Läst 23 juli 2014.